# Gran Premio de las Naciones de Motociclismo de 1984
El Gran Premio de las Naciones de Motociclismo de 1984 fue la segunda prueba de la temporada 1984 del Campeonato Mundial de Motociclismo. El Gran Premio se disputó el 15 de abril de 1984 en el Circuito de Misano.

## Resultados 500cc
La categoría de 500 cc resultó anodina. La “Honda V4” de Freddie Spencer dominó con gran claridad. Eddie Lawson, por su parte, fue cómodamente segundo.
| Pos.     | Piloto              | Equipo           | Tiempo     | Pts. |
| -------- | ------------------- | ---------------- | ---------- | ---- |
| 1        | Freddie Spencer     | Honda            | 55:20.550  | 15   |
| 2        | Eddie Lawson        | Yamaha           | +19.650    | 12   |
| 3        | Raymond Roche       | Honda            | +46.780    | 10   |
| 4        | Wayne Gardner       | Honda            | +51.770    | 8    |
| 5        | Franco Uncini       | Suzuki           | +1:03.700  | 6    |
| 6        | Ron Haslam          | Honda            | +1:04.500  | 5    |
| 7        | Boet van Dulmen     | Suzuki           | +1:10.720  | 4    |
| 8        | Virginio Ferrari    | Yamaha           | +1:11.400  | 3    |
| 9        | Reinhold Roth       | Honda            | +1:11.500  | 2    |
| 10       | Massimo Broccoli    | Honda            | +1:22.850  | 1    |
| 11       | Robert McElnea      | Suzuki           | +1 Vuelta  |      |
| 12       | Didier de Radiguès  | Chevallier-Honda | +1 Vuelta  |      |
| 13       | Gustav Reiner       | Honda            | +1 Vuelta  |      |
| 14       | Sergio Pellandini   | Suzuki           | +1 Vuelta  |      |
| 15       | Gary Lingham        | Suzuki           | +1 Vuelta  |      |
| 16       | Oscar La Ferla      | Suzuki           | +1 Vuelta  |      |
| 17       | Steve Parrish       | Yamaha           | +1 Vuelta  |      |
| 18       | Rob Punt            | Suzuki           | +1 Vuelta  |      |
| 19       | Keith Huewen        | Honda            | +1 Vuelta  |      |
| 20       | Marco Papa          | Honda            | +2 Vueltas |      |
| 21       | Attilio Riondato    | Suzuki           | +2 Vueltas |      |
| 22       | Peter Sköld         | Honda            | +2 Vueltas |      |
| 23       | Massimo Brutti      | Suzuki           | +2 Vueltas |      |
| 24       | Chris Guy           | Honda            | +2 Vueltas |      |
| 25       | Franco Randazzo     | Honda            | +2 Vueltas |      |
| Ret      | Wolfgang von Muralt | Suzuki           | Ret        |      |
| Ret      | Walter Migliorati   | Suzuki           | Ret        |      |
| Ret      | Peter Sjöström      | Suzuki           | Ret        |      |
| Ret      | Barry Sheene        | Suzuki           | Ret        |      |
| Ret      | Eero Hyvärinen      | Suzuki           | Ret        |      |
| Ret      | Marco Lucchinelli   | Cagiva           | Ret        |      |
| Ret      | Klaus Klein         | Suzuki           | Ret        |      |
| Ret      | Raffaele Pasqual    | Yamaha           | Ret        |      |
| Ret      | Lorenzo Ghiselli    | Suzuki           | Ret        |      |
| Ret      | Alessandro Valesi   | Suzuki           | Ret        |      |
| Ret      | Leandro Becheroni   | Suzuki           | Ret        |      |
| DNQ      | Fabio Biliotti      | Honda            | DNQ        |      |
| DNQ      | Louis-Luc Maisto    | Honda            | DNQ        |      |
| DNQ      | Franck Gross        | Honda            | DNQ        |      |
| DNQ      | Paolo Ferretti      | Suzuki           | DNQ        |      |
| Sources: |                     |                  |            |      |

## Resultados 250cc
Carrera muy combativa en 250cc donde Carlos Lavado y Massimo Matteoni cayeron cuando iban en el liderato. Al final, la victoria fue para el italiano Fausto Ricci, que consigue la victoria en su debut como piloto.
| Pos. | Piloto                 | Moto              | Tiempo    | Pts. |
| ---- | ---------------------- | ----------------- | --------- | ---- |
| 1    | Fausto Ricci           | Yamaha            | 47:05.590 | 15   |
| 2    | Martin Wimmer          | Yamaha            | +8.950    | 12   |
| 3    | Wayne Rainey           | Yamaha            | +14.230   | 10   |
| 4    | Jean-Michel Mattioli   | Chevallier-Yamaha | +14.800   | 8    |
| 5    | Donnie McLeod          | Yamaha            | +14.980   | 6    |
| 6    | Jacques Cornu          | Yamaha            | +37.850   | 5    |
| 7    | Jacques Bolle          | Pernod            | +42.340   | 4    |
| 8    | Mario Rademeyer        | Yamaha            | +45.740   | 3    |
| 9    | Manfred Herweh         | Real-Rotax        | +49.940   | 2    |
| 10   | Anton Mang             | Yamaha            | +50.340   | 1    |
| 11   | Jean-Louis Guignabodet | Yamaha            | +55.360   |      |
| 12   | Davide Tardozzi        | Yamaha            | +1:00.810 |      |
| 13   | Karl-Thomas Grässel    | Yamaha            | +1:07.710 |      |
| 14   | Ivan Carlo Villini     | MBA               | +1:13.470 |      |
| 15   | Carlos Lavado          | Yamaha            | +1:32.950 |      |
| 16   | Stéphane Mertens       | Yamaha            | +1 vuelta |      |
| 17   | Teruo Fukuda           | Yamaha            |           |      |
| 18   | Marcellino Lucchi      | Rotax             |           |      |
| 19   | Eilert Lundstedt       | Yamaha            |           |      |
| 20   | Jean-François Baldé    | Pernod            |           |      |
| 21   | René Delaby            | Yamaha            |           |      |
| Ret  | Massimo Matteoni       | Yamaha            | Ret       |      |
| Ret  | Harald Eckl            | Yamaha            | Ret       |      |
| Ret  | Sito Pons              | Yamaha            | Ret       |      |
| Ret  | Marino Neri            | Yamaha            | Ret       |      |
| Ret  | Ivan Palazzese         | Yamaha            | Ret       |      |
| Ret  | Patrick Fernandez      | Yamaha            | Ret       |      |
| Ret  | Hervé Guilleux         | Yamaha            | Ret       |      |
| Ret  | Maurizio Vitali        | MBA               | Ret       |      |
| Ret  | Roland Freymond        | Yamaha            | Ret       |      |
| Ret  | Carlos Cardús          | Kobas-Rotax       | Ret       |      |
| Ret  | Ángel Nieto            | Kobas-Rotax       | Ret       |      |
| Ret  | Thierry Rapicault      | Yamaha            | Ret       |      |
| Ret  | Thierry Espié          | Chevallier-Yamaha | Ret       |      |
| Ret  | Christian Sarron       | Yamaha            | Ret       |      |
| Ret  | Richard Hubin          | Yamaha            | Ret       |      |

## Resultados 125cc
La carrera del cuarto de litro, que se disputó el sábado, fue ganada por el español Ángel Nieto, demostrando que sigue sin tener rival en esta categoría. Los italianos Maurizio Vitali y Eugenio Lazzarini fueron segundo y tercero respectivamente.
| Pos. | Piloto             | Moto      | Tiempo     | Pts. |
| ---- | ------------------ | --------- | ---------- | ---- |
| 1    | Ángel Nieto        | Garelli   | 44:30.670  | 15   |
| 2    | Maurizio Vitali    | MBA       | +1.070     | 12   |
| 3    | Eugenio Lazzarini  | Garelli   | +3.510     | 10   |
| 4    | Stefano Caracchi   | MBA       | +27.000    | 8    |
| 5    | Luca Cadalora      | MBA       | +27.010    | 6    |
| 6    | Bruno Kneubühler   | MBA       | +39.680    | 5    |
| 7    | Johnny Wickström   | MBA       | +57.700    | 4    |
| 8    | Jean-Claude Selini | MBA       | +58.460    | 3    |
| 9    | Hans Müller        | MBA       | +1:25.190  | 2    |
| 10   | Gerhard Waibel     | MBA       | +1 Vuelta  | 1    |
| 11   | Domenico Brigaglia | MBA       | +1 Vuelta  |      |
| 12   | Willy Pérez        | MBA       | +1 Vuelta  |      |
| 13   | Jussi Hautaniemi   | MBA       | +1 Vuelta  |      |
| 14   | Giuseppe Ascareggi | MBA       | +1 Vuelta  |      |
| 15   | Anton Straver      | MBA       | +1 Vuelta  |      |
| 16   | Helmut Lichtenberg | MBA       | +1 Vuelta  |      |
| 17   | Lucio Pietroniro   | MBA       | +1 Vuelta  |      |
| 18   | Henrik Rasmussen   | MBA       | +1 Vuelta  |      |
| 19   | Willy Hupperich    | MBA       | +1 Vuelta  |      |
| 20   | Hubert Abold       | MBA       | +1 Vuelta  |      |
| 21   | Peter Baláž        | MBA       | +2 Vueltas |      |
| 22   | Karl Dauer         | MBA       |            |      |
| Ret  | Massimo De Lorenzi | LGM       | Ret        |      |
| Ret  | Pier Paolo Bianchi | MBA       | Ret        |      |
| Ret  | Erich Klein        | MBA       | Ret        |      |
| Ret  | Jikka Jaakkola     | MBA       | Ret        |      |
| Ret  | Fausto Gresini     | MBA       | Ret        |      |
| Ret  | Olivier Liégeois   | MBA       | Ret        |      |
| Ret  | Paolo Casoli       | MBA       | Ret        |      |
| Ret  | Massimo Farceri    | Sanvenero | Ret        |      |
| Ret  | Ezio Gianola       | MBA       | Ret        |      |
| Ret  | Fabio Meozzi       | MBA       | Ret        |      |
| Ret  | Henk van Kessel    | MBA       | Ret        |      |
| Ret  | Neil Robinson      | MBA       | Ret        |      |
| Ret  | Bady Hassaine      | MBA       | Ret        |      |
| Ret  | August Auinger     | MBA       | Ret        |      |

## Resultados 80cc
Aunque el español Ricardo Tormo fue muy superior en los entrenamientos de 80cc, en carrera la Derbi tuvo problemas en el motor y tuvo que abandonar. En cambio, el italiano Pier Paolo Bianchi supo jugar sus carta para ganar por delante de las Zündapp de Stefan Dörflinger y Hubert Abold.
| Pos. | Piloto               | Moto       | Tiempo     | Pts. |
| ---- | -------------------- | ---------- | ---------- | ---- |
| 1    | Pier Paolo Bianchi   | HuVo-Casal | 36:53.210  | 15   |
| 2    | Stefan Dörflinger    | Zündapp    | +7.290     | 12   |
| 3    | Hubert Abold         | Zündapp    | +27.830    | 10   |
| 4    | Hans Spaan           | HuVo-Casal | +59.290    | 8    |
| 5    | Gerhard Waibel       | Real       | +1:14.400  | 6    |
| 6    | Willem Heykoop       | HuVo-Casal | +1:33.460  | 5    |
| 7    | Jorge Martínez Aspar | Derbi      | +1 Vuelta  | 4    |
| 8    | Mario Stocco         | Lusuardi   | +1 Vuelta  | 3    |
| 9    | Reinhard Koberstein  | Seel       | +1 Vuelta  | 2    |
| 10   | Claudio Granata      | Garelli    | +1 Vuelta  | 1    |
| 11   | Theo Timmer          | HuVo-Casal | +1 Vuelta  |      |
| 12   | George Looijesteijn  | HuVo-Casal | +1 Vuelta  |      |
| 13   | Otto Machinek        | Kreidler   | +2 Vueltas |      |
| 14   | Chris Baert          | Eberhardt  | +2 Vueltas |      |
| 15   | Hans Koopman         | Kreidler   | +2 Vueltas |      |
| 16   | Joaquin Gali         | Kreidler   | +2 Vueltas |      |
| 17   | Salvatore Milano     | Casal      | +2 Vueltas |      |
| 18   | Pasquale Buonfante   | Kreidler   | +2 Vueltas |      |
| 19   | Zdravko Matulja      | Ziegler    | +2 Vueltas |      |
| 20   | Jos van Dongen       | Sachs      | +2 Vueltas |      |
| 21   | Simone Crespi        | Minarelli  | +3 Vueltas |      |
| 22   | Nicola Casadei       | Casal      | +4 Vueltas |      |
| 23   | Tony Smith           | Casal      | +5 Vueltas |      |
| 24   | Reiner Koster        | Casal      | +5 Vueltas |      |
| Ret  | Thomas Engl          | Sachs      | Ret        |      |
| Ret  | Hans Müller          | Sachs      | Ret        |      |
| Ret  | Bruno Casanova       | Casal      | Ret        |      |
| Ret  | Giuliano Tabanelli   | BBFT       | Ret        |      |
| Ret  | Reiner Scheidhauer   | Seel       | Ret        |      |
| Ret  | Rainer Kunz          | FKN        | Ret        |      |
| Ret  | Ezio Saffiotti       | UFO        | Ret        |      |
| Ret  | Stefan Kurfiss       | Kreidler   | Ret        |      |
| Ret  | Ricardo Tormo        | Derbi      | Ret        |      |
| Ret  | Paolo Priori         | Lusuardi   | Ret        |      |
| Ret  | Paul Rimmelzwaan     | Harmsen    | Ret        |      |
| Ret  | Ramon Galí           | Bultaco    | Ret        |      |